# Портедж-ла-Прері
Портедж-ла-Прері (англ. City of Portage la Prairie) — місто в області Центральні рівнини, у південній частині провінції Манітоба в Канаді.

## Історія
До приходу європейців ці місця населяли індіанські племена. Першим поселенням, заснованим тут білими людьми, був Форт-ла-Рейн («Форт королеви»). Це сталося в 1738 році. Нині тут музей, розташований на території сучасного Портедж-ла-Прері . Саме місто під своєю нинішньою назвою було засноване в 1851 році; в 1880 році він отримав статус «Town», а в 1907 році — «City».

## Географія
Місто розташоване на півдні провінції, у лісовому краю. На північ від міста розташоване озеро Манітоба, з яким Портедж-ла-Прері з'єднаний каналом.

### Клімат
Клімат континентальний. Середня температура влітку 18 — 20 °С, взимку −13 — −15 °C. Випадає близько 530 мм опадів.
| Клімат Портедж-ла-Прері                                  | Клімат Портедж-ла-Прері | Клімат Портедж-ла-Прері | Клімат Портедж-ла-Прері | Клімат Портедж-ла-Прері | Клімат Портедж-ла-Прері | Клімат Портедж-ла-Прері | Клімат Портедж-ла-Прері | Клімат Портедж-ла-Прері | Клімат Портедж-ла-Прері | Клімат Портедж-ла-Прері | Клімат Портедж-ла-Прері | Клімат Портедж-ла-Прері | Клімат Портедж-ла-Прері |
| Показник                                                 | Січ.                    | Лют.                    | Бер.                    | Квіт.                   | Трав.                   | Черв.                   | Лип.                    | Серп.                   | Вер.                    | Жовт.                   | Лист.                   | Груд.                   | Рік                     |
| Абсолютний максимум, °C                                  | 8,0                     | 10,5                    | 17,8                    | 35,0                    | 37,5                    | 38,0                    | 36,5                    | 39,5                    | 36,5                    | 31,0                    | 22,8                    | 12,8                    | 39,5                    |
| Середній максимум, °C                                    | −10,6                   | −7,2                    | −0,7                    | 9,9                     | 18,8                    | 23,2                    | 25,4                    | 25,0                    | 18,3                    | 10,5                    | −0,8                    | −9                      | 8,6                     |
| Середня температура, °C                                  | −16                     | −12,7                   | −5,7                    | 3,7                     | 11,6                    | 17,0                    | 19,2                    | 18,4                    | 12,1                    | 5,1                     | −5,1                    | −13,8                   | 2,8                     |
| Середній мінімум, °C                                     | −21,4                   | −18,2                   | −10,7                   | −2,5                    | 4,4                     | 10,7                    | 13,0                    | 11,6                    | 5,8                     | −0,3                    | −9,5                    | −18,5                   | −3                      |
| Абсолютний мінімум, °C                                   | −42                     | −44                     | −33                     | −23,9                   | −11,7                   | −2,2                    | 3,3                     | 0,5                     | −5                      | −18                     | −36                     | −39                     | −44                     |
| Норма опадів, мм                                         | 22.6                    | 14.9                    | 26.2                    | 25.4                    | 42.9                    | 82.4                    | 80.0                    | 74.0                    | 57.0                    | 45.8                    | 28.9                    | 26.5                    | 526.5                   |
| -------------------------------------------------------- | ----------------------- | ----------------------- | ----------------------- | ----------------------- | ----------------------- | ----------------------- | ----------------------- | ----------------------- | ----------------------- | ----------------------- | ----------------------- | ----------------------- | ----------------------- |
| Джерело: Канадський департамент навколишнього середовища |                         |                         |                         |                         |                         |                         |                         |                         |                         |                         |                         |                         |                         |

## Економіка
На північному сході Портедж-ла-Прері розташований промисловий парк Макміллан. На територій центру базуються такі підприємства, як McCain Foods Ltd., Nutri Pea, the Food Development Centre і Hi-Tec Industries Inc. 
Загальна площа, зайнята промисловими підприємствами — 220 га, з них 80 — входять до складу парку Макміллан.
З 2002 року будується і розширюється новий промисловий район. Його площа — 2237 км², він займає собою частину власне міста, частину передмість і тягнеться аж до озера Манітоба. На його території розміщені житлові будинки, промислові підприємства різного профілю, сільськогосподарські ділянки.
Також в місті та на його околицях діють: Західна промислова зона, Залізнична промислова зона, Південний аерокосмічний центр і промисловий парк Поплар-Блафф (англ. Poplar Bluff — «тополиний стрімчак»).

## Цікаві факти
- Колишній прем'єр-міністр Канади Артур Мейген (англ. Arthur Meighen) родився та був адвокатом у Портедж-ла-Прері.
- Під час Другої світової війни тут находилась авіабаза та авіашкола, у якій тренували по Плану пілотів для Британської співдружності (англ. British Commonwealth Air Training Plan).

## Галерея

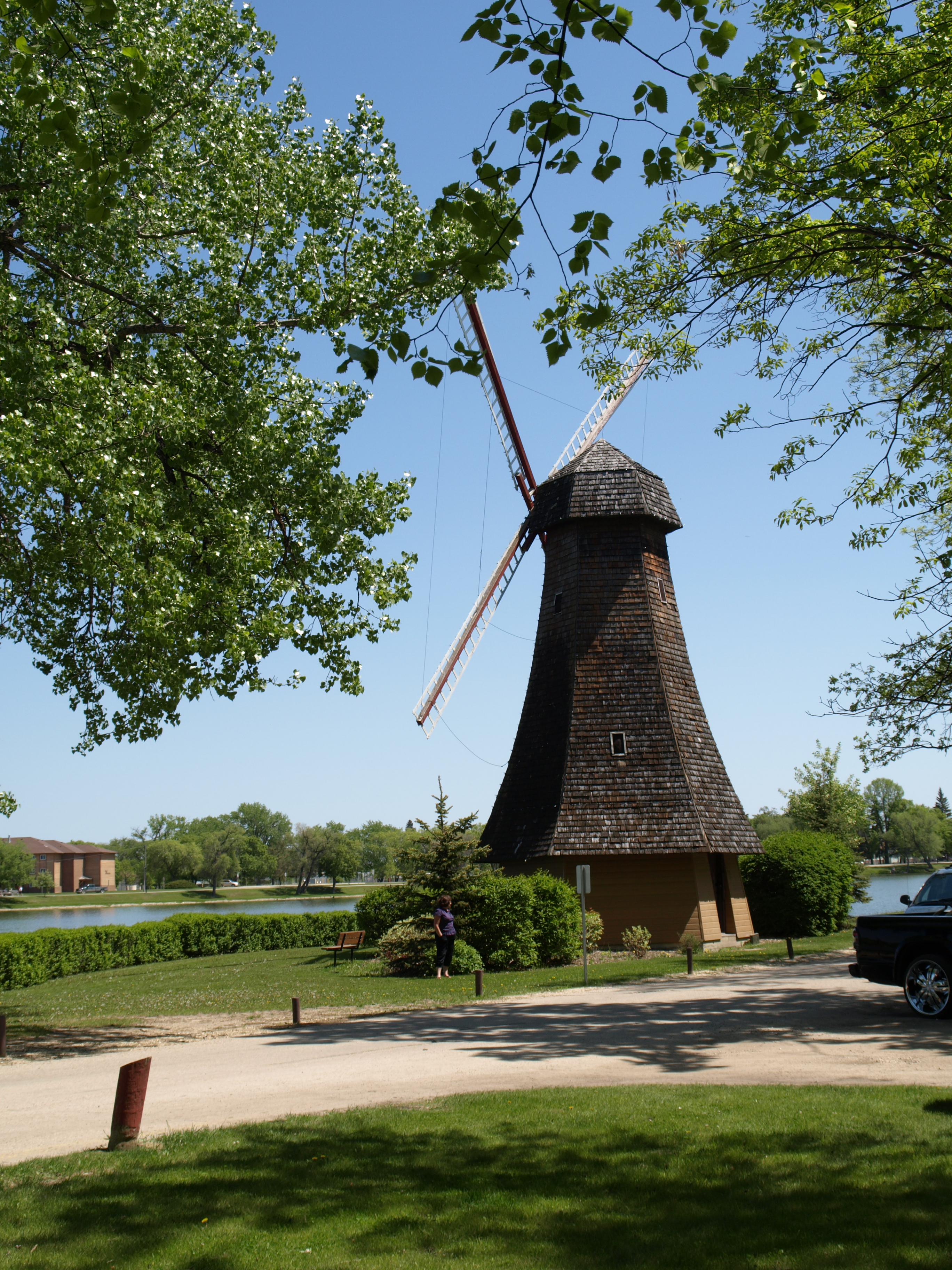
Млин в Портедж-ла-Прері
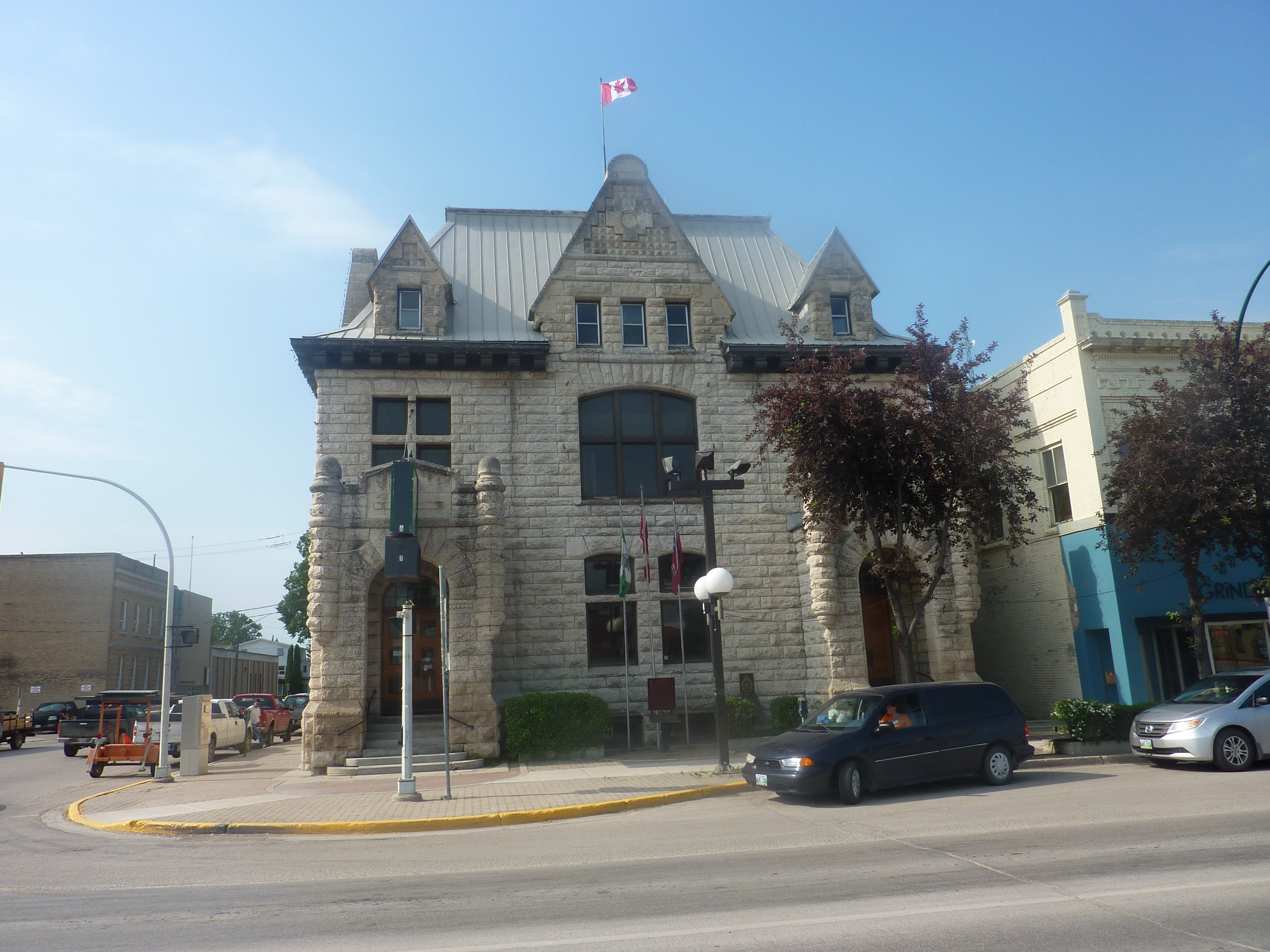
Центр міста